# Samir Arora
Samir Arora, né le 5 novembre 1965, est un homme d'affaires indo-américain et PDG de Sage Assist, une société d'IA générative, ancien PDG de Kyro et fondateur de Sage Digital AI de 2016 à 2021, et ancien PDG de Mode Media (anciennement Glam Media) de 2003 à avril 2016. Il est PDG et président de la société de conception de site web NetObjects, Inc. de 1995 à 2001 et chez Apple Inc. de 1982 à 1991. Samir Arora est sélectionné comme l'un des 21 pionniers d'Internet qui ont façonné le World Wide Web lors des 1ers Web Innovators Awards organisés par CNET en 1997.

## Jeunesse
Samir Arora est né à New Delhi, en Inde. Il étudie l'ingénierie électrique et électronique au Birla Institute of Technology and Science. Il est titulaire d'un EMP de l'INSEAD, a suivi une formation exécutive à la Harvard Business School et est titulaire d'un diplôme en ventes et marketing de la London Business School.

## Carrière
Samir Arora travaille chez Appledans le domaine des logiciels et des nouveaux médias de 1982 à 1991. Il écrit un livre blanc intitulé « Information Navigation: The Future of Computing » à la fin de 1986  alors qu'il travaillait directement pour le président-directeur général d'Apple. Il quitte Apple pour fonder Rae Technology, une société dérivée d'Apple.
De 1992 à 1995, Samir Arora est président et directeur général de Rae Technology. En 1995, il cofonde NetObjects, Inc. et, avec une équipe de conception et de développement comprenant David Kleinberg, Clement Mok et son frère, Sal Arora, créé NetObjects Fusion, l'un des premiers produits de conception Web permettant de concevoir, de structurer et de créer des sites Web sans programmation.
En 1997, après le lancement de NetObjects Fusion, IBM investit environ 100 millions de dollars dans un échange d'actions pour acheter 80 % de NetObjects, correspondant à une valorisation d'environ 150 millions de dollars. NetObjects, Inc. est entrée en bourse au NASDAQ en 1999, IBM restant l'actionnaire majoritaire. De juin 2003 à février 2004, Samir Arora est président du conseil d'administration de Tickle, Inc., l'un des premiers sites de réseautage social fondé en 1999, et contribue à la création d'une coentreprise avec Masayoshi Son chez Softbank au Japon. Tickle est acquis par Monster.com en mai 2004.
En 2003, Mode Media (anciennement Project Y puis Glam Media), Inc. est créée par un certain nombre de personnes, dont Samir Arora. Il est PDG par intérim de Glam Media de 2003 à 2005, et PDG de 2006 à 2016. Pour son travail chez Mode Media, il est inclus par le magazine MIN dans la Digital Hot List 2008 et est nommé par Don Draper du Web 2.0 comme l'un des 30 hommes qui façonnent notre avenir numérique par le magazine GQ  En juin 2017, un an et demi après le départ de Samir Arora et Marc Andreessen, Mode Media US est acquis et est devenu en 2022 une partie de Static Networks,. Mode Media poursuit ses opérations à l'international et, en janvier 2017, le groupe d'investissement Montaro achète Mode Media Japon. En mars 2017, les actionnaires nomment Samir Arora au poste de président exécutif de Mode Media Japon,.
En avril 2016, Samir Arora fonde Sage Digital AI, une nouvelle startup de plateforme d'experts vérifiés en IA et en est actuellement le président. Sage commence avec 100 experts sélectionnés manuellement et est passé à 1 million d'experts et d'influenceurs et 6 millions d'entreprises, avec une ingestion de données qui alimente les premiers agents Sage AI pour les marques,. En juillet 2023, Samir créé SageAssist AI, une société d'IA générative verticale.
En septembre 2021, Samir Arora fonde Kyro Digital, l'une des premières plateformes d'activation d'applications d'IA Web 3.0. Kyro a Peter Leeb, Darshana Munde, Liz Thompson, Arfat Allarakha et Muoi Lam comme cofondateurs et les fonds des capitaux-risque : Drive Capital, Decasonic, Fenbushi Capital, Information Capital, LLC, Signum Capital, UOB Venture Management, Woodside Incubator et les sociétés Web 3.0 Avalanche (Blizzard), Polygon, Rally, Tezos et Kadena et Brad Koenig comme investisseurs.
En juillet 2023, Samir Arora fonde Kanza AI, une société LM de domaine d'IA générative, et en est le fondateur et PDG.

## Brevets
Pour ses premiers travaux sur Internet et les sites Web, Samir Arora obtient 18 brevets américains, dont le premier éditeur de structure de site Web et l'éditeur de mise en page de page HTML.

## Philanthropie
Depuis février 2004, Samir Arora est le président de l'International Zen Therapy Institute, une organisation 501(c)(3) basée à Honolulu, qui est fondée par Dub Leigh et Daihonzan Chozen-ji.
En juillet 2020, Arora, Marcus Samuelsson (en), Derek Evens et Brad Koenig ont créé Project Bento Fund, une société à but non lucratif californienne 501(c)(3) pour fournir un soutien urgent aux restaurants, aux entreprises locales, détenues par des minorités, dirigées par des femmes et aux employés les plus touchés par la pandémie de COVID-19, la crise économique, raciale et sociale.

## Livres
Samir Arora est rédacteur et éditeur des prix annuels et du livre Foodie Top 100 Restaurants avec les meilleurs critiques gastronomiques Patricia Wells, Ruth Reichl, Gael Greene, Masuhiro Yamamoto, Jonathan Gold, Bruno Verjus, Alexander Lobrano, Charles Campion, Vir Sanghvi, Aun Koh, Susumu Ohta, Kundo Koyama, Yuki Yamamura, Karen Brooks, Phil Vettel, Marie-Claude Lortie, Erika Lenkert et Diane Tapscott,.